# 噂の現場直行ドキュメン ガンミ!!
『噂の現場直行ドキュメン ガンミ!!』（うわさのげんばちょっこうドキュメン ガンミ）は、TBS系列で2013年9月6日から2015年3月27日まで毎週土曜日1:25 - 1:55（金曜日深夜）（JST）に放送されていたバラエティ番組である。

## 内容
- 巷やネットで話題の現場に、芸人がディレクターとなって直行し、体当たりでレポートをする。
- 2014年4月16日21:30 - 22:54にゴールデンスペシャルが全国ネットで放送された。
- 2015年3月20日放送の回で番組が終了することが番組内で発表され、3月27日の放送を以って最終回となった。

## 出演者
番組MC
- 宮迫博之（雨上がり決死隊）
- 宮川大輔
- 小籔千豊
- 中村アン

取材ディレクター
- 飯尾和樹（ずん）
- 筧美和子
- 麒麟（田村裕・川島明）
- ジャルジャル（後藤淳平・福徳秀介）
- ジャングルポケット（武山浩三・斉藤慎二・太田博久）
- スパイク（小川暖奈・松浦志穂）
- 千鳥（ノブ・大悟）
- 千原せいじ
- チョコレートプラネット（長田庄平・松尾駿）
- デニス（植野行雄・松下宣夫）
- 友近
- 2700（八十島・ツネ）
- バイきんぐ（小峠英二・西村瑞樹）
- パンサー（向井慧・尾形貴弘・菅良太郎）
- マテンロウ（大野大介・アントニー）
- 野性爆弾（くっきー（川島邦裕）・ロッシー）
- 横澤夏子
- 渡辺直美

ナレーション
- 石野真子

## ネット局
| 放送対象地域   | 放送局                | 系列    | 放送期間                       | 放送日時                        | 遅れ       |
| -------------- | --------------------- | ------- | ------------------------------ | ------------------------------- | ---------- |
| 関東広域圏     | TBSテレビ（TBS）      | TBS系列 | 2013年9月7日 - 2015年3月28日   | 土曜日1:25 - 1:55（金曜日深夜） | 制作局     |
| 近畿広域圏     | 毎日放送（MBS）       | TBS系列 | 2013年9月11日 - 2015年4月1日   | 水曜日1:59 - 2:29（火曜日深夜） | 遅れネット |
| 宮城県         | 東北放送（TBC）       | TBS系列 | 2013年9月20日 - 2015年4月10日  | 金曜日1:13 - 1:43（木曜日深夜） | 遅れネット |
| 岡山県・香川県 | 山陽放送（RSK）       | TBS系列 | 2013年9月20日 - 2015年4月16日  | 木曜日0:38 - 1:08（水曜日深夜） | 遅れネット |
| 青森県         | 青森テレビ（ATV）     | TBS系列 | 2013年9月27日 - 2015年4月17日  | 金曜日0:28 - 0:58（木曜日深夜） | 遅れネット |
| 沖縄県         | 琉球放送（RBC）       | TBS系列 | 2013年10月4日 - 2015年4月9日   | 木曜日0:58 - 1:28（水曜日深夜） | 遅れネット |
| 北海道         | 北海道放送（HBC）     | TBS系列 | 2013年10月8日 - 2015年4月7日   | 火曜日1:40 - 2:10（月曜日深夜） | 遅れネット |
| 広島県         | 中国放送（RCC）       | TBS系列 | 2013年10月8日 - 2015年7月29日  | 水曜日1:38 - 2:08（火曜日深夜） | 遅れネット |
| 石川県         | 北陸放送（MRO）       | TBS系列 | 2013年10月24日 - 2015年4月16日 | 木曜日1:13 - 1:43（水曜日深夜） | 遅れネット |
| 長野県         | 信越放送（SBC）       | TBS系列 | 2013年10月29日 - 2015年5月20日 | 水曜日1:13 - 1:43（火曜日深夜） | 遅れネット |
| 鹿児島県       | 南日本放送（MBC）     | TBS系列 | 2013年11月6日 - 2015年4月29日  | 水曜日0:35 - 1:05（火曜日深夜） | 遅れネット |
| 中京広域圏     | CBCテレビ（CBC）      | TBS系列 | 2014年4月3日 - 2015年4月2日    | 木曜日1:48 - 2:18（水曜日深夜） | 遅れネット |
| 福岡県         | RKB毎日放送（RKB）    | TBS系列 | 2014年4月18日 - 2015年4月17日  | 金曜日1:08 - 1:38（木曜日深夜） | 遅れネット |
| 静岡県         | 静岡放送（SBS）       | TBS系列 | 2014年4月26日 - 2015年4月18日  | 土曜日0:50 - 1:20（金曜日深夜） | 遅れネット |
| 熊本県         | 熊本放送（RKK）       | TBS系列 | 2014年10月16日 - 2015年4月23日 | 木曜日0:43 - 1:13（水曜日深夜） | 遅れネット |
| 新潟県         | 新潟放送（BSN）       | TBS系列 | 2014年10月18日 - 2015年4月8日  | 水曜日1:13 - 1:43（火曜日深夜） | 遅れネット |
| 山形県         | テレビユー山形（TUY） | TBS系列 | 2014年10月28日 - 2015年5月5日  | 火曜日0:38 - 1:08（月曜日深夜） | 遅れネット |

単発・不定期放送
- 長崎放送（NBC） - 2013年11月5・12日
- 宮崎放送（MRT） - 2014年8月30日・9月10・17日・10月12日
- 山陰放送（BSS） - 2015年1月23日

過去のネット局
| 放送対象地域 | 放送局            | 系列    | 放送期間                      | 放送日時                        |
| ------------ | ----------------- | ------- | ----------------------------- | ------------------------------- |
| 山梨県       | テレビ山梨（UTY） | TBS系列 | 2014年1月18日 - 2015年1月31日 | 土曜日1:55 - 2:25（金曜日深夜） |

## スタッフ
- 総合演出：並木慶
- 構成：武田郁之輔、遠藤敬、鈴木功治、吉田聡
- ブレーン：大塚智仁、小関雅志、庄司卓生
- 技術：四藤史郎
- SW：遠山康之
- カメラ：袖垣竜也
- VE：柴田康司
- 音声：山崎勝彦
- 照明：古谷美明
- 編集：馬場泰彦、田村義景
- MA：高梨智史
- 音効：安原裕人
- 技術協力：Trash、HEART-S、grasp
- 協力：ヌーベルメディア（旧SKY&Road）
- 美術：吉田敬
- デザイン：飯塚洋行
- 美術進行：安楽信行
- 美術協力：フジアール
- CG：indy ASSO CIATES
- 宣伝：眞鍋武
- HP：谷田健吾
- 編成：岸田大輔
- ディレクター：高木剛、高橋誠哉、渡辺学、高橋雅樹、王作夫、中間拓郎
- 協力プロデューサー：井坂正行、田所敬介、永谷俊介、伊藤合、島田武蔵、木村泰大
- 制作進行：池原洋平
- AP：泉亜希子、松生藍
- プロデューサー：中村聡太（よしもとクリエイティブ・エージェンシー）、佐々木聡（途中まで）、奥井剛平（KYORAKU吉本.ホールディングス）、齋藤隆行、河村健一郎
- マネジメントP：渡辺英樹
- 制作協力：バックアップメディア
- 制作：KYORAKU吉本.ホールディングス、吉本興業
- エグゼクティブP：安田淳
- 監修：白岩久弥
- 製作著作：TBS

## 噂の現場にチョクメン!マコトシヤカ
- 「ガンミ!!」終了から約9ヶ月後の2015年12月31日深夜（2016年1月1日未明）の0:50～3:00（JST）、ほぼ同じ出演者・スタッフにより『2016年新春SP その目で確認バラエティー！ ザ・チョクメンタリー』がテレビ東京にて放送された。同年3月18日には『グランブルーファンタジーＰｒｅｓｅｎｔｓ　噂の現場にチョクメン！マコトシヤカ』と題してゴールデンタイム（18:58 - 20:50[注 14]）で放送。翌年の12月31日深夜（2017年1月1日未明）0:50～3:00にも同タイトル（冠なし）で放送された。